# Alessandro Alibrandi
Alessandro Alibrandi, alias « Alì Babà » (Rome, 12 juin 1960 – Rome, 5 décembre 1981), est un militant armé d'extrême droite italien et un membre des Noyaux armés révolutionnaires.

## Biographie
Fils du juge d'instruction du tribunal de Rome, Antonio Alibrandi, Alessandro a été jeune homme dans le Mouvement social italien, d'abord dans le Front de la jeunesse, puis dans le Fuan de la via Siena, dans le district de Nomentano. Assister au State High School J.F. Kennedy, dans la région de Monteverde, rencontre d'autres jeunes militants néo-fascistes: Valerio Fioravanti, Massimo Carminati et Franco Anselmi. La première action armée à laquelle il participe est un échange de coups de feu avec la police à Borgo Pio à Rome en mars 1977.

### Meurtre de Walter Rossi
Le 30 septembre 1977, à Rome, dans une embuscade, des fascistes ont tué le militant d'extrême gauche Walter Rossi, tué d'une balle dans la nuque, alors qu'il participait, avec d'autres militants, à un tractage antifasciste.
Les militants du MSI de Balduina, arrêtés la même nuit, ont été exonérés de l'accusation de meurtre volontaire et ont été jugés pour bagarre aggravée (avec quelques militants de gauche), puis exonérés également par cette accusation.
Les faits de ce meurtre n’ont jamais été complètement élucidés, surtout la fonction d’un véhicule blindé de la police qui a précédé, d’après tous les témoignages, le missini lors de l’attaque de Rossi et d'autres camarades de la Viale delle Medaglie d'Oro, ce qui a immédiatement suggéré une collusion entre la police et des militants de droite.
Seulement en 1981, par les révélations de certains repentis, Cristiano Fioravanti et Alessandro Alibrandi ont été désignés comme des meurtriers possibles du garçon. Interrogé en avril de la même année, Fioravanti a admis qu'ils appartenaient tous les deux au groupe de militants fascistes, à partir duquel ils ont tiré des coups de feu en direction du groupe de militants de gauche, attribuant à Alibrandi le coup fatal de son arme, selon lui, cela l'aurait bloqué et empêché de tirer.
En 2001, l’affaire judiciaire s’achève donc définitivement avec le non-lieu de procéder pour ne pas avoir pu prouver l’acte commis contre Cristiano Fioravanti, jugé uniquement pour des crimes liés aux armes et condamné à 9 mois de prison.
Lors d'une audience sur le processus d'appel du massacre de la gare de Bologne, le 10 novembre 1989, Valerio Fioravanti a publié pour la première fois un témoignage sur l'incident:
« Pendant que je faisais mon service militaire, Walter Rossi est mort au cours des différentes batailles romaines. Ce sont Cristiano et Alessandro Alibrandi qui l'ont abattu. C'est ce que lui a dit Cristiano, ce n'est pas un appel à la correction. Mais cela n’a abouti à rien (avec le traitement), car en réalité le fusil était un et ils se croisaient, et c’est fini que Cristiano a réussi à imputer le coup mortel à Alessandro. Alessandro est mort et le procès s'est terminé là-bas ».Interrogatoire de Valerio Fioravanti du 10 novembre 1989.)

### La lutte armée chez les NAR
Vers la fin de 1977, il rejoignit le groupe original NAR, formé autour du siège du Mouvement social italien de Monteverde et comprenant, outre lui, les frères Cristiano et Valerio Fioravanti, Franco Anselmi et Francesca Mambro.
Le premier meurtre du groupe est celui du militant d'extrême gauche de Lotta Continua, Roberto Scialabba, que les NAR ont tué le 28 février 1978 pour fêter le troisième anniversaire de la mort de Miki Mantakas, un militant d'extrême droite tué trois années plus tôt par des militants d'extrême gauche. Les néo-fascistes, le visage découvert, sortent de la voiture et tirent sur un groupe rassemblé autour d'un banc de la place San Giovanni Bosco, tuant Roberto Scialabba, abattu par deux coups à la tête.
Le 6 mars 1978, avec les frères Fioravanti, Francesco Bianco (au volant de la voiture) et Franco Anselmi, il participa au vol du manège militaire Centofanti, dans le quartier de Monteverde à Rome, où Anselmi perdit la vie lors du retour du propriétaire.
En novembre 1980, même après un mandat d'arrêt émis contre lui, depuis mars de cette année par le juge Mario Amato, le magistrat chargé de l'enquête sur le terrorisme de droite, Alibrandi, décida, après un bref séjour à Londres, Déménager au Liban, comme beaucoup d’autres néofascistes, dans les camps d’entraînement militaire des Phalanges libanaises. Toutefois les néofascistes ne participeront pas à la prochaine Guerre du Liban, ceci refusèrent catégoriquement de se battre contre le régime d'Hafez el-Assad et contre les milices palestiniennes, car les néofascistes soutenaient les syriens et les palestiniens contre Israël.
Au Liban, Alibrandi apprend l'arrestation de son ami Valerio Fioravanti, intervenue le 5 février 1981, et décide de rentrer en Italie, le 18 juin suivant, afin d'aider également le groupe dans le cadre de la stratégie de règlement des comptes au sein du gouvernement. l’environnement du droit auquel les NAR se sont consacrés, vers la fin de leur histoire.
Dans ce contexte, il a participé le 31 juillet 1981 au meurtre de Giuseppe De Luca, connu sous le nom de Pino Calabrian et accusé par le groupe d’être un fraudeur et, le 30 septembre de la même année, le meurtre de Marco Pizzari , un extrémiste de droite qui aurait collaboré avec la police pendant la période des arrestations suivant le massacre de Bologne et serait responsable de l’arrestation de Luigi Ciavardini et de Nanni De Angelis, ce dernier battu à mort par des policiers au siège de la police. Un commando à bord d'un rythme bleu bloque son Panda en lui montrant une pelle près de la Piazza Medaglie d'Oro, à Rome. Lorsque Pizzari sort de la voiture pour rejoindre ce qu'il considère être une patrouille en civil, Cavallini et Alibrandi l'ont frappé à trois reprises, deux à la tête et un à la poitrine, tandis que Giorgio Vale, Soderini et Mambro étaient à couvert.
Le 19 octobre 1981, Alibrandi, Sordi et Cavallini se trouvent à Milan pour régler leurs comptes avec Giorgio Muggiani, considéré par le groupe responsable de l'arrestation de Cavallini. Suivis par une voiture de police banalisée, les trois hommes ont tiré et frappé deux officiers, tandis que le troisième s'enfuyait. Pendant ce temps, Deaf s'approche de la patrouille pour prendre les armes et termine l'agent blessé en lui donnant un coup à la tête. [12]
Le 21 octobre 1981, Alibrandi, Gilberto Cavallini, Francesca Mambro, Giorgio Vale, Stefano Soderini et Walter Sordi tuent le capitaine Digos Francesco Straullu (coordinateur de nombreuses enquêtes sur les groupes de subversion noirs) et l'agent Ciriaco Di Roma dans une embuscade près d'Acilia. Les deux hommes sont rejoints par de nombreux coups de feu tirés à l'aide d'armes automatiques à balles à fort potentiel offensif, dont la violence à l'impact pousse même le corps sous le siège. Le choix des armes était dicté par la conviction erronée que les policiers voyageaient avec une voiture blindée. Le meurtre était revendiqué par un tract dans lequel les NAR écrivaient: "Nous n'avons ni le pouvoir de poursuivre ni les masses à éduquer, pour nous ce qui compte, c'est notre éthique. Pour cela les ennemis se tuent et les traîtres sont annihilés. Le désir de vengeance nous nourrit: nous ne nous arrêterons pas".

### Liens avec la Banda della Magliana
Les compétences exprimées dans la lutte politique d’Alibrandi, d’abord dans les affrontements de rue, puis dans les braquages autofinancés, ont contribué à accroître un certain prestige personnel qui, grâce à sa réputation de dur, de voyou et de courageux dans les actions, provenant des environnements extrêmes. La droite romaine a également atteint l'oreille de certains personnages du monde souterrain commun qui, dans cette seconde moitié des années soixante-dix, a été caractérisé, dans la capitale, par une hégémonie presque totale de la part de la Banda della Magliana.
D'autre part, dans les deux environnements, celui de la subversion politique et du crime organisé, la possibilité de rechercher un terrain commun d'avantages mutuels qui a amené une partie des militants politiques à voyager (même) vers la voie du crime pour le profit. En fréquentant le même bar que Franco Giuseppucci et Danilo Abbruciati (le barreau Fermi, dans la région de Ponte Marconi), par exemple, en 1977 déjà, des personnages liés aux NAR, tels que Massimo Carminati, étaient entrés en contact avec le groupe lui-même. C’est ainsi qu’au cours de cette période, conformément au chemin emprunté par Carminati pour échanger des faveurs, même Alibrandi, souvent jumelé à Cristiano Fioravanti, a pris des mesures pour exécuter certaines demandes de Giuseppucci et de ses membres.
« Les contacts ont eu lieu avant la mort de Franco Anselmi. Par la suite, ils ont été entretenus par le groupe dirigé par Alessandro Alibrandi, Massimo Carminati et Claudio Bracci, alors que je me limitais à l'attaque d'une station-service (...) L'indication nous a été donnée par Sparti Massimo qui fréquentait les locaux de la Magliana, à partir de laquelle il a obtenu des documents et des plaques pour nous. Sparti m'a dit, ainsi qu'à Tiraboschi, auteurs matériels, qu'il aurait été bien de leur faire la faveur de l'attaque pour se faire plus de choses avec les gens de cet environnement. Il existait en fait une relation étroite entre Alibrandi, Carminati et Bracci et je me souviens en particulier que ceux de la Magliana donnaient une indication des lieux et des personnes à dépouiller afin de prendre également en compte les activités criminelles menées en leur nom par les mêmes jeunes de droite. En fait, je me souviens qu'Alibrandi et les deux autres avaient pour fonction de récupérer les crédits de ceux de la Magliana et d'éliminer des personnes indésirables. Ces personnes à éliminer étaient attirées par l'environnement des paris clandestins: en particulier, Carminati m'a dit, vraisemblablement vers février 1981, qu'il avait tué deux personnes: l'une d'elles avait été cimentée, l'autre tué dans une salle de course ».
À la base de ce lien, il y avait des activités de réinvestissement des produits de certains vols d'autofinancement que les extrémistes avaient confiés à Giuseppucci afin de pouvoir recycler cet argent dans d'autres activités illicites, telles que l'usure ou le trafic de drogue dans lequel la bande était spécialisée et pour le compte desquels Alibrandi et les autres ont mené des activités d'intimidation, de recouvrement de créances, de dommages et de véritables assassinats éliminant des personnages en conflit avec les affaires des braves garçons de Magliana. C'est le cas, par exemple, du tabac romain Teodoro Pugliese, un meurtre ordonné par la Banda et perpétré par Alibrandi, Carminati et Claudio Bracci avec trois coups de pistolet de 7,65, car il constituait un obstacle au commerce de la drogue géré par Giuseppucci.
« Ce sont Alessandro Alibrandi, Massimo Carminati et Claudio Bracci qui ont tué Teodoro Pugliese. Alessandro m'en a parlé, selon lequel le crime aurait été commis au nom de Franco Giuseppucci, un des membres du gang Magliana qui entretenait des relations commerciales étroites avec eux, notamment avec Carminati. Deux hommes entrés, Alibrandi et Carminati, vêtus d'un imperméable léger, ont trouvé Pugliese et une autre personne. L'un des deux a demandé un paquet de cigarettes, le buraliste s'est retourné et ils ont tiré trois coups de pistolet. Alessandro m'a dit qu'ils l'avaient frappé à la tête et au cœur. Ils sont ensuite montés à bord d'une voiture et, lors de l'évasion, ils ont eu un accident, mais ils ont réussi à atteindre le point où la voiture a dû être changée. Je sais que l'arme utilisée était un de Colt. ».
Un autre personnage avec lequel Alibrandi et Fioravanti ont noué un lien de coopération mutuelle est Massimo Sparti, qui aurait eu des sympathies néo-nazies et expert en falsifications et vols qualifiés (et qui fut le principal accusateur de Giusva Fioravanti et Francesca Mambro dans le procès du Massacre de Bologne). En plus de fournir aux deux armes avec lesquelles ils vont tuer Walter Rossi, Sparti a fourni un soutien logistique, des couvertures, de faux documents sur les armes et des indications de vols (principalement des philatélies et des établissements de crédit) et des vols auxquels il a souvent participé. directement.

### Décès
Le 5 décembre 1981, Alibrandi est décédé au cours d'une bagarre avec la police de la circulation à la station de Labaro, sur la Via Flaminia, près de Rome.
Ce matin-là, le commando NAR formé par Walter Sordi, Pasquale Belsito, Ciro Lai et le même Alibrandi est à la recherche d'une patrouille de police pour la désarmer et attend sur un banc du Labaro, le long de la Flaminia, lorsqu'un volant vient de passer à un rythme lent, il inverse brusquement la marche. Alibrandi entre alors immédiatement en action sans regarder par-dessus son épaule, sortant son arme et se mettant à tirer sur la voiture.
Un agent se jette de la voiture et se réfugie dans un coin de la gare pendant qu'un autre homme répare près d'un restaurant: Sordi le poursuit et le frappe au côté et à la jambe, mais réussit à ouvrir le feu sur Alibrandi qui, atteint à la tête par le coup de feu tiré derrière lui, il reste au sol. Il mourra à l'hôpital après quelques heures. Le troisième policier, Ciro Capobianco, âgé de 21 ans, est blessé aux poumons alors qu'il est encore dans la voiture et il mourra lui aussi deux jours plus tard à l'hôpital.
Une fois le conflit terminé, les néofascistes ont disparu, laissant leur compagnon mort sur l'asphalte: Belsito s'est libéré de l'agent mourant et s'est mis au volant, tandis que Sordi, également blessé à la fesse, est parti avec sa voiture. Les agents qui arrivent sur les lieux de la fusillade trouvent Alibrandi portant l'une des grenades volées quelque temps auparavant avec Valerio Fioravanti dans la caserne de Spilimbergo, un Beretta 92 volé à une ambassade arabe, un P38 portant un numéro de série écorché, un chargeur de 20 cartouches , deux permis de conduire et une fausse carte d'identité, trois cartes d'agent des finances, 15 feuillets manuscrits et deux jeux de clés.

## Source de traduction
- (it) Cet article est partiellement ou en totalité issu de l’article de Wikipédia en italien intitulé « Alessandro Alibrandi » (voir la liste des auteurs).